# Jian Wang (violoncellista)
Jian Wang (Xi'an, 1968) è un violoncellista cinese.

## Biografia
Jian Wang iniziò a studiare il violoncello con suo padre quando aveva quattro anni. All'età di dieci anni, mentre era studente al Conservatorio di Musica di Shanghai, apparve nel celebre film documentario From Mao to Mozart: Isaac Stern in China. L'incoraggiamento e il sostegno del Sig. Stern gli spianarono la strada per andare negli Stati Uniti e nel 1985 entrò alla Yale School of Music con un programma speciale in cui studiò con il famoso violoncellista Aldo Parisot. Dopo essersi laureato a Yale nel 1988, entrò con la borsa di studio alla Juilliard School.
Jian Wang ha suonato con molte delle orchestre più importanti del mondo, tra cui Berliner Philharmoniker, Orchestra reale del Concertgebouw, New York Philharmonic, l'Orchestra di Cleveland, Orchestra di Filadelfia, Chicago Symphony Orchestra, Boston Symphony Orchestra, Orchestra Sinfonica di Londra, The Hallé, l'Orchestra Sinfonica della BBC, l'Orchestra della Tonhalle di Zurigo, l'Orchestra Sinfonica di Göteborg, l'Orchestra Filarmonica Reale di Stoccolma, l'Orchestra dell'Accademia Nazionale di Santa Cecilia, Teatro alla Scala, Mahler Chamber Orchestra, Orchestre National de France, Orchestre de Paris, Orchestra Filarmonica Ceca e NHK Symphony Orchestra. Questi concerti sono stati tenuti con molti dei più grandi direttori d'orchestra, come ad esempio Abbado, Sawallisch, Järvi, Chailly, Dutoit, Eschenbach, Chung, Gilbert, Van Zweden e Gustavo Dudamel. Come membro di giuria Jian Wang ha giudicato molte dei concorsi più importanti, tra cui il Concorso per violoncello di Čajkovskij, il Concorso Regina Elisabetta per violoncello, il Concorso Isaac Stern per violino e il Concorso di violino Nielsen.
Jian Wang ha fatto molte registrazioni, le sue ultime uscite sono il Concerto per violoncello Elgar con la Sydney Symphony Orchestra e Vladimir Ashkenazy. Ha anche registrato un album di pezzi corti per violoncello e chitarra intitolato Reverie, le suite complete per violoncello di Bach e un album barocco con la Camerata Salzburg, il Doppio Concerto di Brahms con la Berliner Philharmoniker, Claudio Abbado e Gil Shaham, i Concerti di Haydn con l'Orquestra Gulbenkian sotto Muhai Tang, il Quatuor pour la fin du temps di Messiaen (con Chung Myung-whun, Gil Shaham e Paul Meyer) e musica da camera di Brahms, Mozart e Schumann con Pires e Dumay. Il suo strumento è gentilmente concesso a lui dalla famiglia del defunto signor Sau-Wing Lam.

## Registrazioni
- Presenting Jian Wang (Delos Records, 1992)
- Brahms: Piano Trios con il pianista Maria João Pires e il violinista Augustin Dumay (Deutsche Grammophon, 1995)
- Mozart: Piano Trios K.496 e K.502 con il pianista Maria João Pires e il violinista Augustin Dumay (Deutsche Grammophon, 1997)
- Haydn Cello Concertos Muhai Tang, (Deutsche Grammophon, 1999)
- Olivier Messiaen: Quatuor pour la fin du temps con Gil Shaham, Paul Meyer e Chung Myung-whun (Deutsche Grammophon, 2001)
- Doppio Concerto di Brahms con Gil Shaham e Claudio Abbado (Deutsche Grammophon, 2001)
- The Baroque Album (Deutsche Grammophon, 2003)
- J.S. Bach: Suite per violoncello solo (Deutsche Grammophon, 2005)
- Reverie con il chitarrista Göran Söllscher (Deutsche Grammophon, 2007)